# Мондре
Мондре (пол. Mądre, нім. Klugen) — село в Польщі, у гміні Занемишль Сьредського повіту Великопольського воєводства.
Населення — 59 осіб (2011).
У 1975-1998 роках село належало до Познанського воєводства.

## Демографія
Демографічна структура станом на 31 березня 2011 року:
|          | Загалом | Допрацездатний вік | Працездатний вік | Постпрацездатний вік |
| -------- | ------- | ------------------ | ---------------- | -------------------- |
| Чоловіки | 23      | 4                  | 15               | 4                    |
| Жінки    | 36      | 10                 | 17               | 9                    |
| Разом    | 59      | 14                 | 32               | 13                   |